# Drosophila punctatipennis
Drosophila punctatipennis este o specie de muște din genul Drosophila, familia Drosophilidae, descrisă de Tscas și David în anul 1975. Conform Catalogue of Life specia Drosophila punctatipennis nu are subspecii cunoscute.